# Metagraphinotus sooretamae
Metagraphinotus sooretamae is een hooiwagen uit de familie Gonyleptidae.